# Walter Wehtje

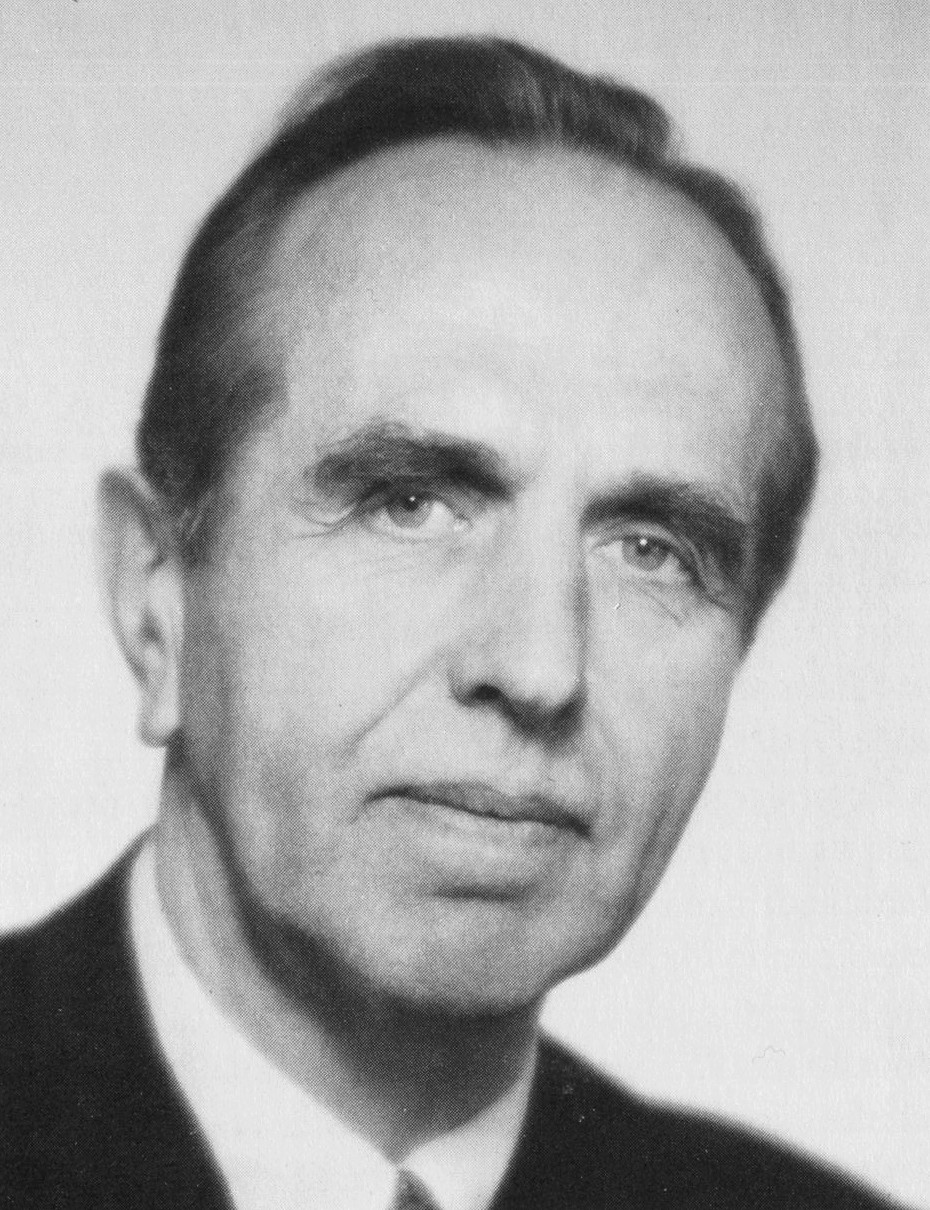
Walter Wehtje.

Walter Wehtje, född 1 april 1897 i Malmö S:t Petri församling, död 20 januari 1990 i Schweiz, var en svensk industriman. 

## Liv och verk
Walter Wehtje var under 1930-talet chef för varuhuset PUB i Stockholm och åren 1953–1969 styrelseledamot i Stockholms Enskilda Bank. Sina största insatser gjorde han under sina 17 år som VD för dåvarande Atlas Diesel (numera Atlas Copco) mellan 1940 och 1957.  
På grund av nedläggningar av internationell verksamhet under andra världskriget var Wehtje främst inriktad på att öka försäljningen av tryckluftsprodukter på nya inhemska marknader. Sverige var neutralt under kriget, men Försvarsdepartementet behövde borra ut bergrum för baser och skyddsrum, något som fick stor betydelse för Atlas Diesel. Under efterkrigstiden inledde han en internationell marknadsföring av företagets produkter.
Den kommersiellt inriktade Wehtje, som var mer van vid försäljning av konsumentvaror, fokuserade även på småföretag och utvecklade nya, oprövade marknadssektorer. Under hans ledning ökade Atlas Diesels årsomsättningen från 22 till 315 miljoner kronor, antal dotterbolag från 8 till 24 och anställda globalt från 1 500 till 6 000.
Det var under Wehtje som den då olönsamma produktionen av dieselmotorer lades ner. Han var även initiator bakom företagets namnbyte från Atlas Diesel till Atlas Copco (vilket genomfördes 1957). Som VD i Atlas Copco efterträddes han 1957 av Kurt-Allan Belfrage. Därefter blev han VD i Investor.

## Familj

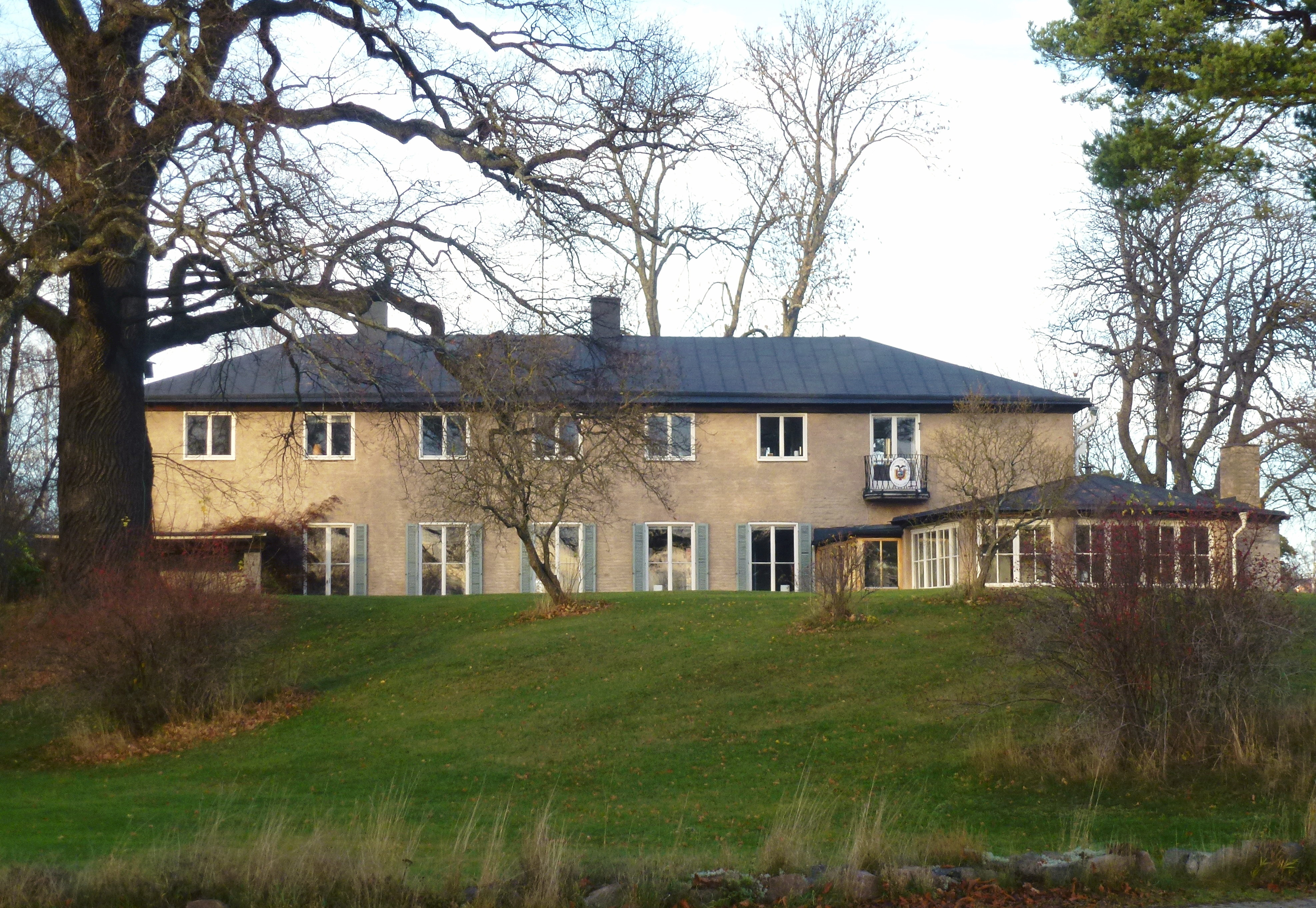
Villa Wehtje, 2013.

Walter Wehtje var son till Ernst Wehtje och bror till Ernst Wehtje j:r. Han gifte sig 1926 med Gurli Bergström (1906–1965), dotter till Paul U. Bergström. Deras dotter Olga Wehtje var gift med Marc Wallenberg och mor till Marcus Wallenberg; en son var Tomas Wehtje. Paret bodde bland annat i Djursholm i Villa Wehtje som ritades 1939 av arkitekt Nils Tesch. Huset uppfördes på en stor trädgårdstomt med utsikt över Stora Värtan och adress Strandvägen 21. Walter och Gurli Wehtje är gravsatta på Djursholms begravningsplats.